# Pereia

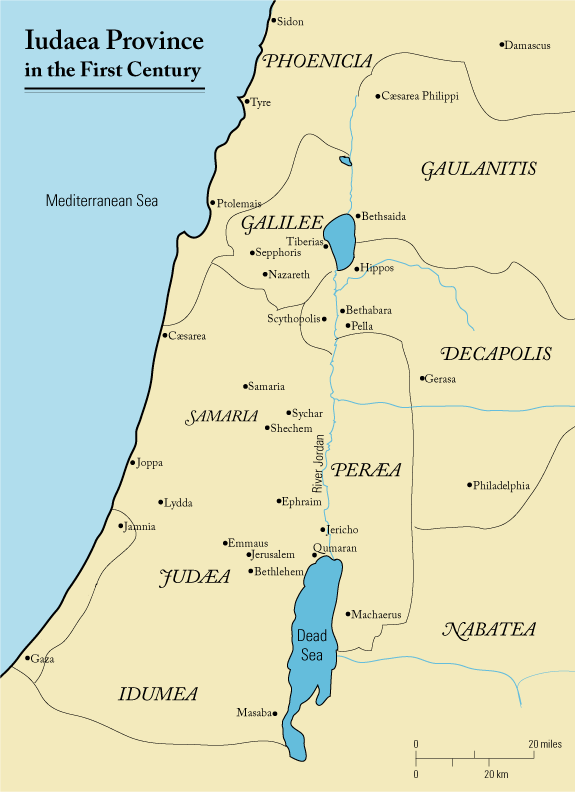
Pereia e seus arredores no século I

Incorporação à Arábia Petreia 106–630

Pereia (em grego: Περαία, "o país além") foi o termo usado principalmente durante o período romano inicial para parte da antiga Transjordânia. Situava-se amplamente a leste da Judeia e Samaria, que estavam situadas no lado ocidental do rio Jordão, e a sudoeste da Decápolis.
Pereia fazia parte do reino de Herodes, o Grande e seus descendentes, e mais tarde das províncias romanas subsequentes que incluíam Judeia.

## Geografia
Pereia era uma faixa de terra esbelta a leste do rio Jordão. Ele se estendia de Uádi Iábis ao norte até Uádi Mujibe (Naal Arnom) no sul. A região se estendia do rio Jordão para o oeste até o sopé do leste em direção a Amã (então conhecida como Filadélfia). Josefo observa que o limite norte de Pereia era perto de Pela, enquanto a leste, fazia fronteira com os territórios de Gérasa e Filadélfia (ambos parte da Decápolis) e Hesbom. Ao sul, era adjacente à Terra de Moabe, com Maquero marcando sua fortaleza mais ao sul.
Abrangendo cerca de 2 625 quilômetros quadrados, Josefo foi preciso ao afirmar que Pereia ultrapassou a Galileia em tamanho, já que a Galileia se estendia por aproximadamente 2 200 quilômetros quadrados. Josefo descreveu Pereia principalmente como "deserto" e "acidentado", com bolsões de áreas bem cultivadas, uma característica que agora está passando por transformação devido a extensas iniciativas de irrigação.

## História
O território do que em algum momento da história ficaria conhecido como Pereia fazia parte da Transjordânia, que no período helenístico mudou de mãos entre os estados dos herdeiros de Alexandre, o Grande, os árabes nabateus e os judeus hasmoneus.

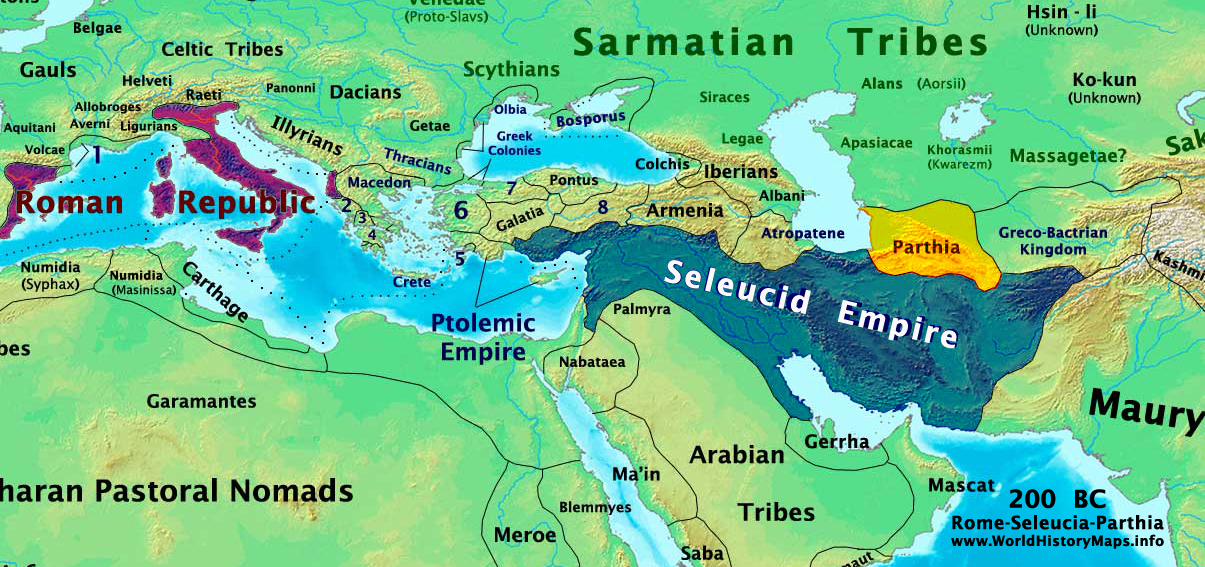
Incorporação ao Império Selêucida

Pereia era a porção do reino de Herodes, o Grande, que ocupava o lado oriental do vale do rio Jordão, de um ponto cerca de um terço do caminho até o baixo rio Jordão (ou seja, o segmento que liga o Mar da Galileia com o Mar Morto), até um ponto cerca de um terço abaixo da costa oriental do Mar Morto; não se estendia muito para o leste. O reino de Herodes, o Grande, foi legado a quatro herdeiros, dos quais Herodes Antipas recebeu tanto Peréia quanto Galileia. Ele dedicou a cidade de Livias, no norte do Mar Morto, à esposa de Augusto, Julia Augusta, nascida Lívia Drusila. Em 39 d.C., Pereia e Galileia foram transferidas da desfavorecida Antipas para Agripa I por Calígula. Com sua morte em 44, o território fundido de Agripa foi transformado em província novamente, incluindo a Judeia e, pela primeira vez, Pereia. A partir dessa época Pereia fez parte das províncias romanas em mudança para o seu oeste: Judéia, e mais tarde Síria Palestina, Palestina e Palestina Prima. Atestado principalmente nos livros de Josefo, o termo foi usado mais raramente no final do período romano. Aparece na obra geográfica em língua grega de Eusébio, Onomasticon, mas na tradução latina de Jerônimo, a Transjordânia é usada.

### Gadara/Gadora em Peraeia
Gadara ou Gadora de Pereia (identificada como Tell Jadur perto de Al-Salt) foi a principal cidade ou metrópole de Pereia (uma cidade judaica, não confundir com Gadara da Decápolis - uma cidade helenística). Após a conquista romana da Judeia liderada por Pompeu em 63 a.C., Aulo Gabínio, procônsul da Síria, dividiu o antigo reino dos Hasmoneus em cinco distritos de conselhos legais e religiosos conhecidos como sinédria (no contexto judaico mais conhecidos como sanhedrins) e baseados em Jerusalém, Jericó, Séforis (Galileia), Amato (Pereia) e Gadara (ou em Pereia em Assalte, na Decápolis em Umm Qais, ou em Gezer bíblico na Judeia, mencionado por Josefo sob uma forma helenizada de seu nome semítico, Gadara, editado para "Gazara" na edição de Loeb).

## Incorporação hasmoneana

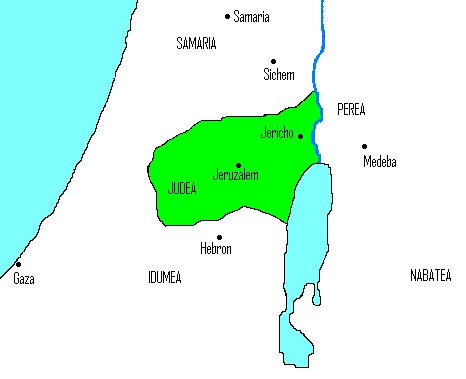
Reino Hasmoneu estabelecido em 167-160 a.C. sob Judas Macabeu
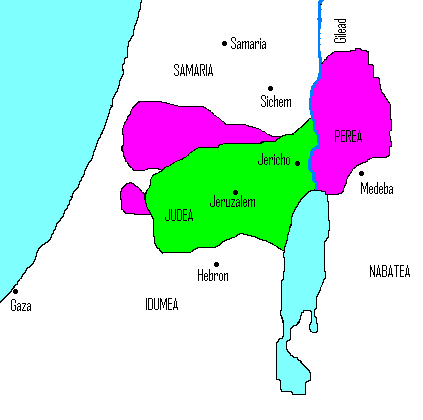
Reino Hasmoneu em 161-143 a.C. sob Jonatã Macabeu (após a conquista de Pereia
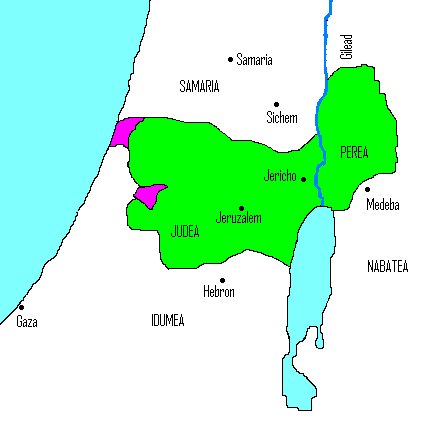
Reino Hasmoneu em 142-135 a.C. sob Simão Macabeu
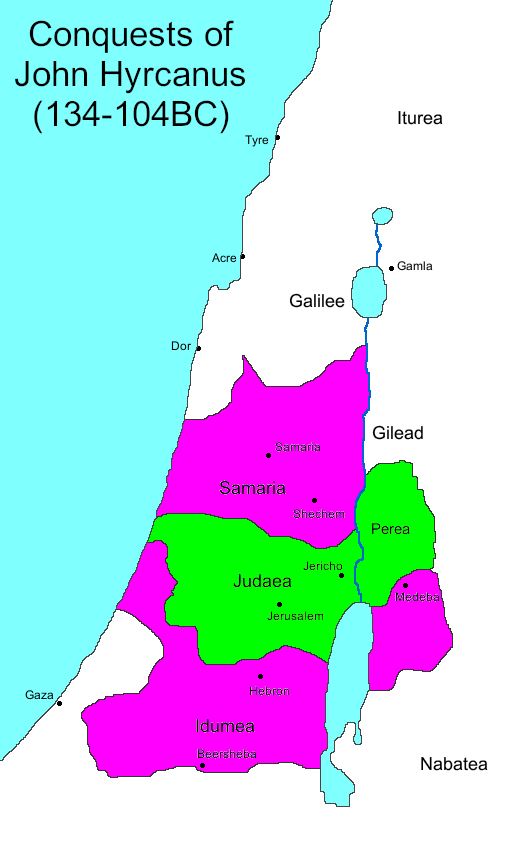
Reino Hasmoneu em 134-104 a.C. sob João Hircano (após a conquista de Samaria e Idumeia)
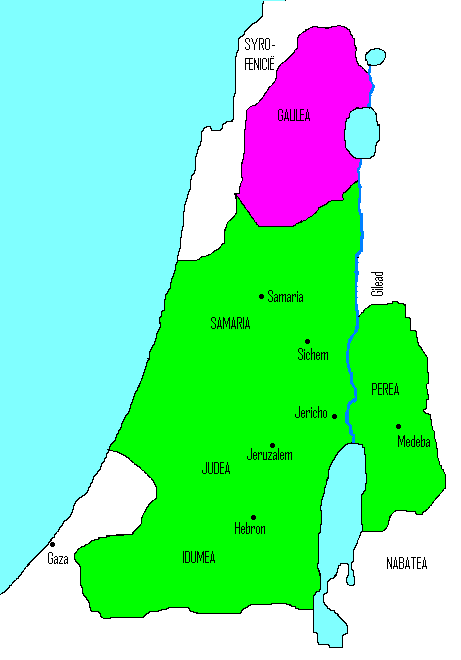
Reino Hasmoneu em 104-103 a.C. sob Aristóbulo I (após a conquista da Galileia))
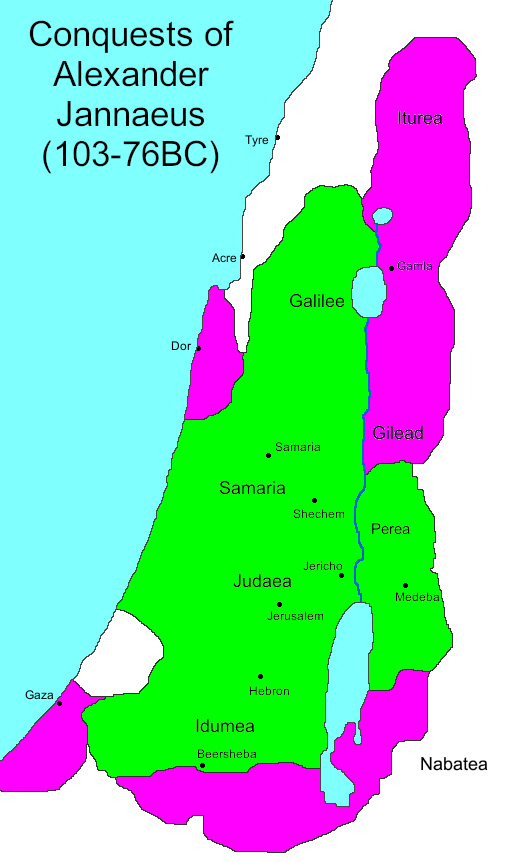
Reino Hasmoneu em 103-76 a.C. sob Alexandre Janeu (após a conquista de Itureia)
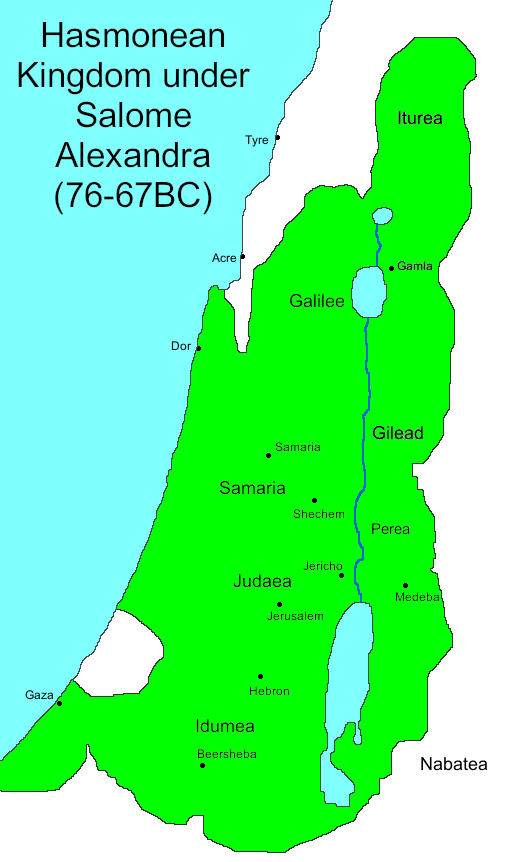
Reino Hasmoneu em 76-67 a.C. sob Salomé Alexandra
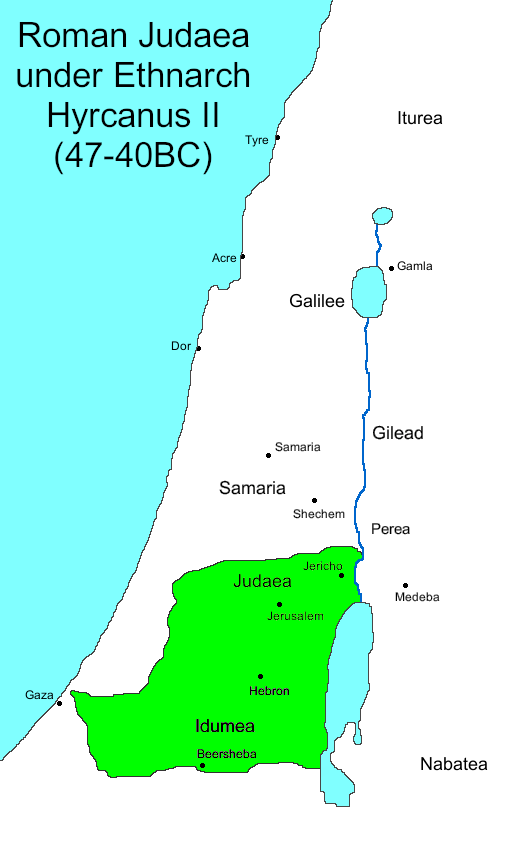
Colapso do Reino Hasmoneu em 67-66 a.C. sob Hircano II

## Incorporação herodiana
- O reino herodiano da Judeia

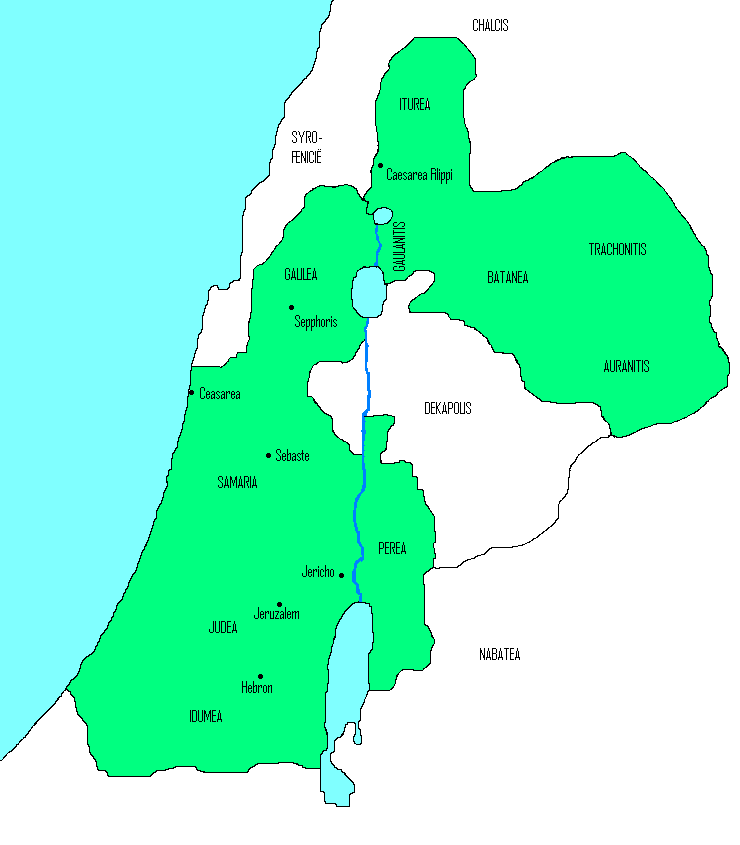
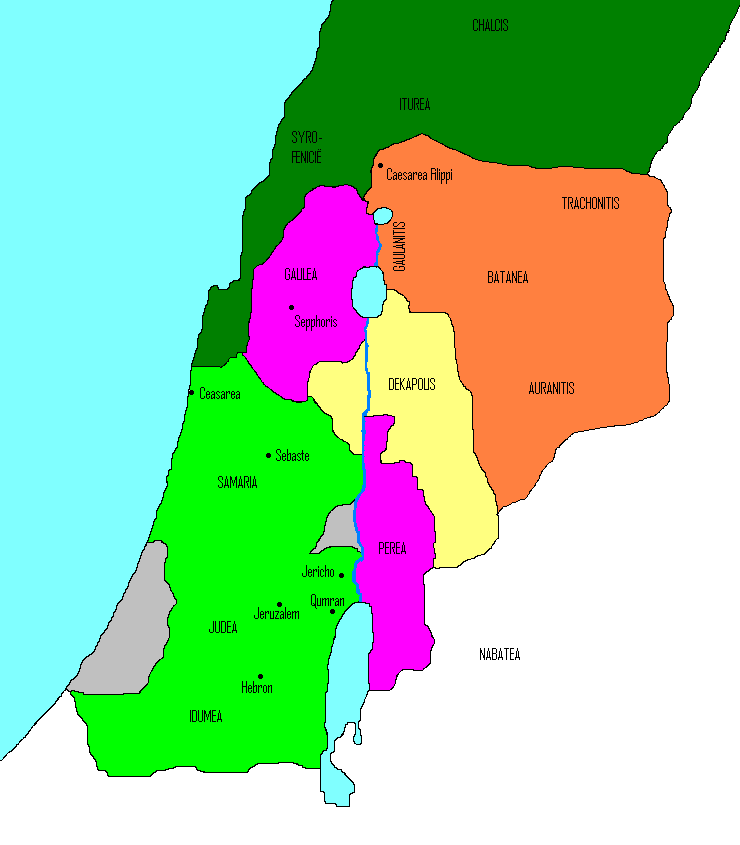
O reino de Herodes foi dividido entre seus filhos
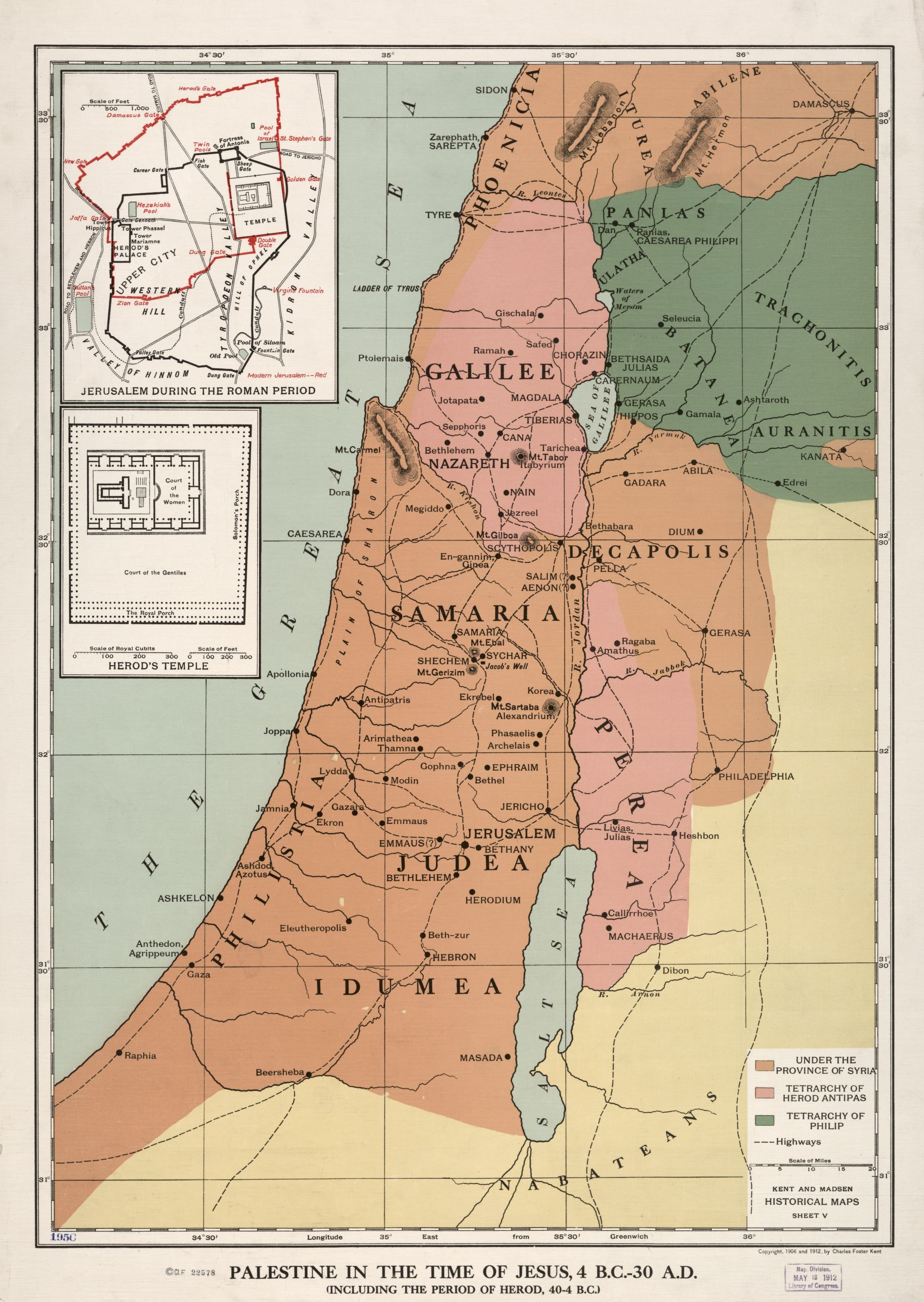
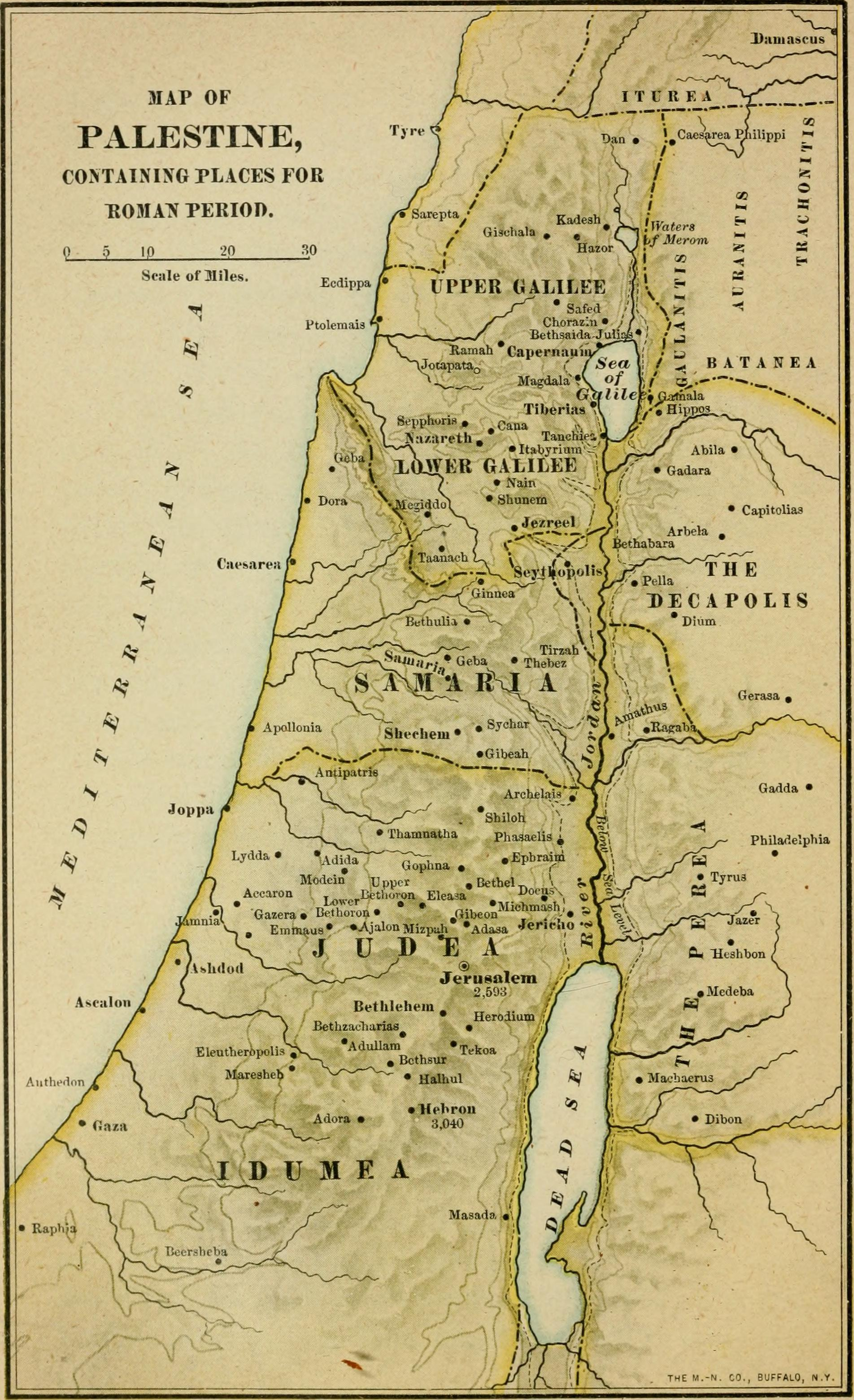
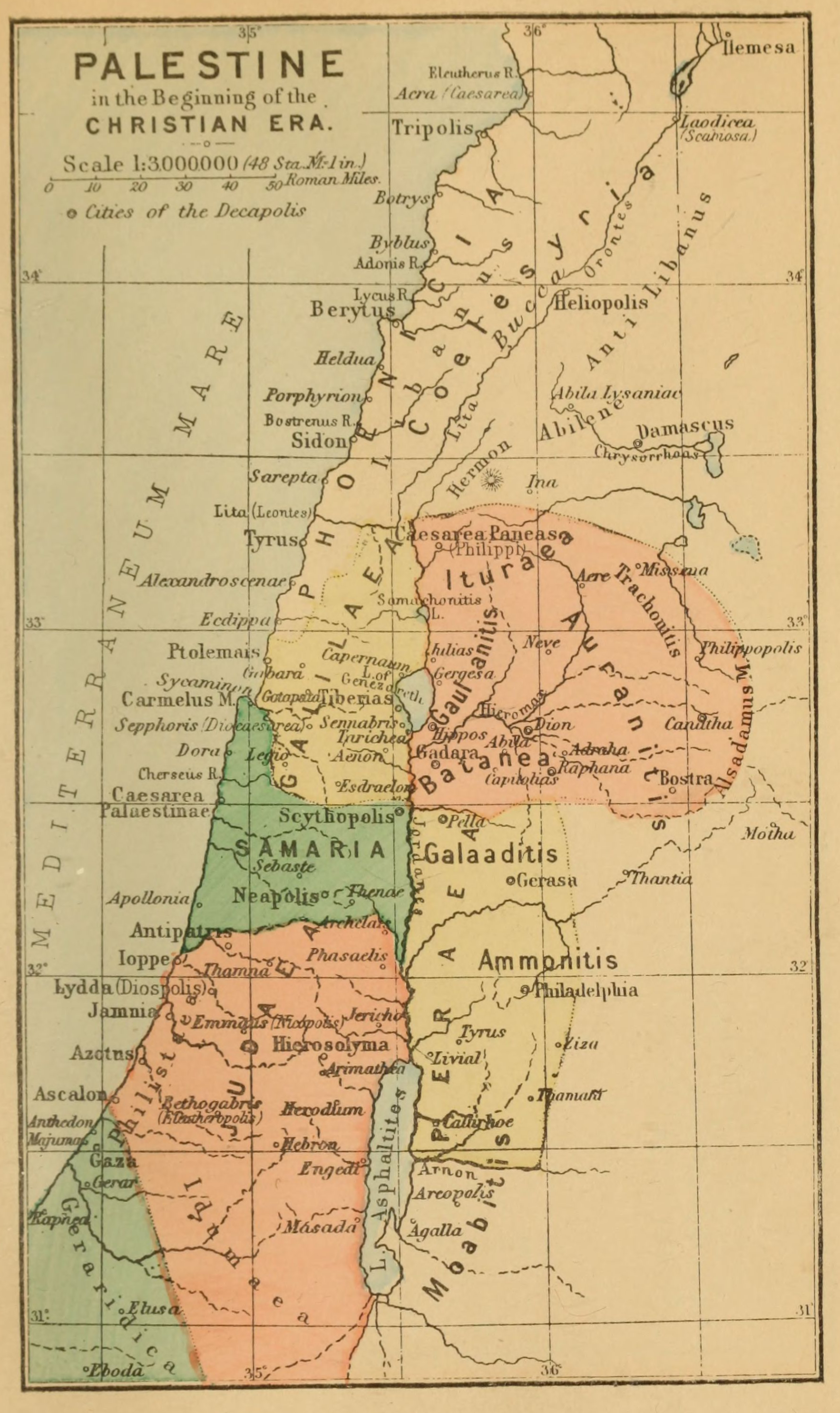

## Incorporação posterior

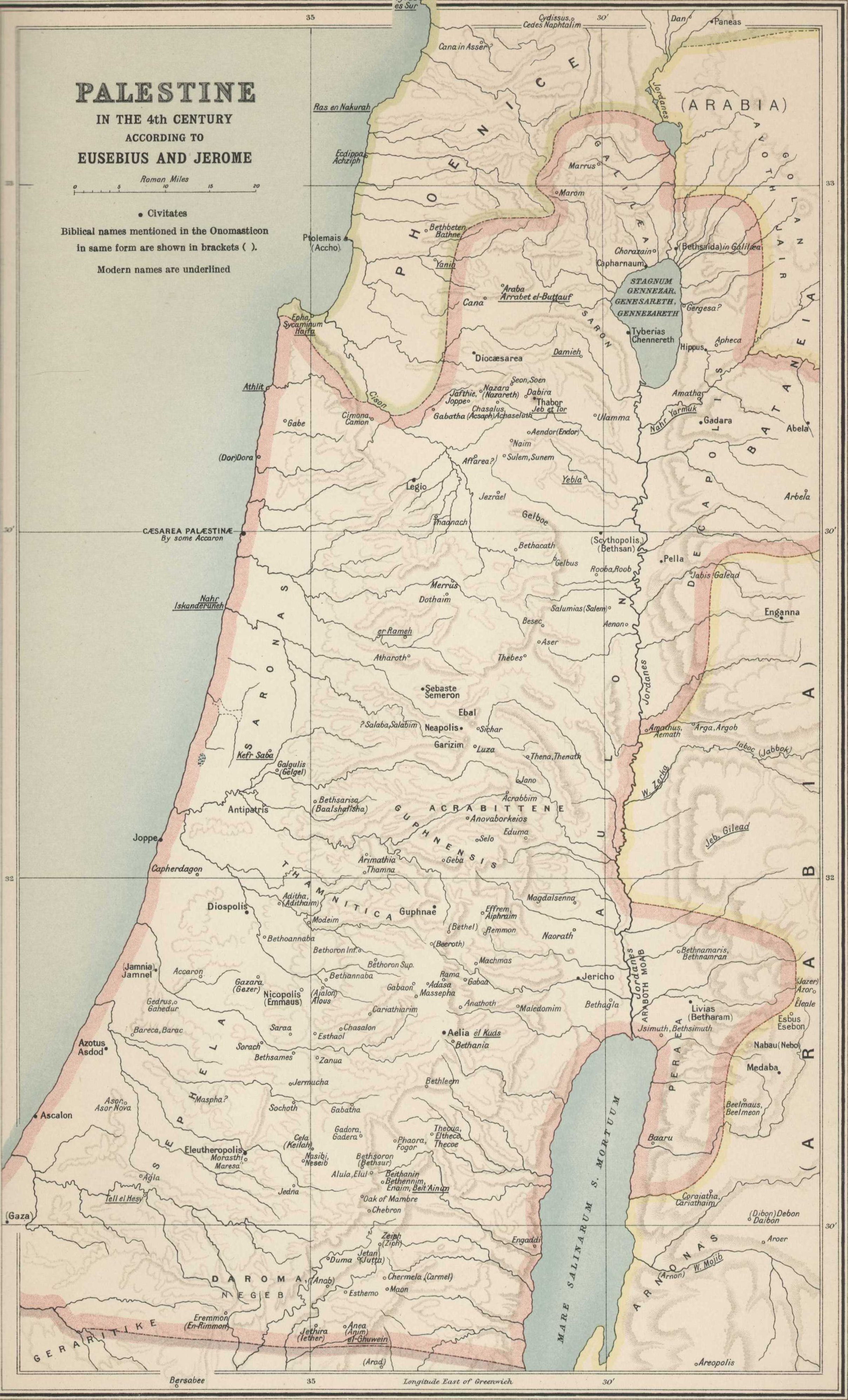
Pereia em c. 350 de acordo com Eusébio e Jerônimo (mapa reconstruído por George Adam Smith, 1915).
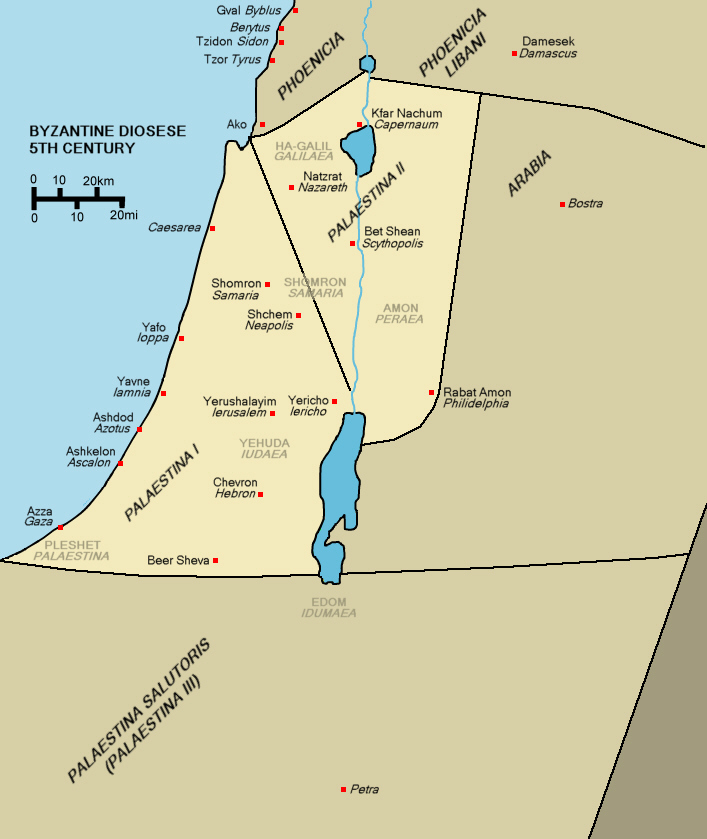